# Daniel Luis Sáez
Pour les articles homonymes, voir Sáez.
Daniel Ernesto Luis Sáez, né le 11 mai 1994 à La Havane (Cuba), est un footballeur international cubain.

## Biographie

### Parcours en sélection
Daniel Luis dispute avec l'équipe de Cuba U-20 la Coupe du monde 2013 en Turquie, où il porte le brassard de capitaine (trois matchs joués). Il avait débuté l'année précédente en équipe A contre le Panama, le 16 octobre 2012, à l'occasion des éliminatoires de la Coupe du monde 2014 (résultat 1-1). 
Il fait partie du groupe retenu par le sélectionneur Raúl González Triana pour affronter la Gold Cup 2015 (3 matchs disputés). Il marque son seul but international contre les Bermudes, le 22 mars 2016, lors des éliminatoires de la Coupe caribéenne des nations 2017 (victoire 2-1).
Lors de la Gold Cup 2019, il devient le deuxième joueur à abandonner l'équipe cubaine (après Yasmany López) après la défaite face à la Martinique (0-3) à Denver, le 19 juin 2019. Daniel Luis aura disputé un total de 19 matchs avec sa sélection.